# Ponnier D.V
Le Ponnier D.V (également appelé Hanriot-Ponnier D.V), était un prototype d'avion militaire français, réalisé en 1913, à la veille de la Première Guerre mondiale, par la société Ponnier.